# Crassigyrinus
Crassigyrinus scoticus war ein frühes Landwirbeltier (Tetrapoda) aus dem Karbon (spätes Mississippium und frühes Pennsylvanium) von Schottland. Von ihm wurden ein bis auf den Schwanz komplettes Skelett, zwei stark verformte Schädel und mehrere isolierte Unterkiefer gefunden.

## Merkmale
Crassigyrinus erreichte eine Gesamtlänge von etwa 120 cm, hiervon machte der große Schädel 30 cm aus. Damit war er für frühe Landwirbeltiere sehr groß. Kennzeichnend sind seine proportional sehr kurzen Vorderbeine. Dies lässt vermuten, dass er sich hauptsächlich im Wasser aufhielt und sich an Land nur unbeholfen fortbewegen konnte. Die Hinterfüße waren wahrscheinlich ausreichend ausgebildet, um zur Fortbewegung im Wasser zu dienen. Aus seinem kräftig ausgeprägten Kiefer, dem Bau seiner Zähne sowie seiner Körpergröße lässt sich schließen, dass er ein Spitzenprädator war. Die auffallend großen Orbita lassen auf relativ große Augen schließen, vielleicht eine Anpassung an Jagd in der Dunkelheit oder in trüben bzw. tiefen Gewässern. Teile der Wirbel (pleurocentra), Rabenbein, Schulterblätter, Schambein, Handwurzelknochen und Fußwurzelknochen sind fossil nicht nachweisbar und waren daher wahrscheinlich aus Knorpel gebildet. Der Schädel von Crassigyrinus ist gut bekannt. Die klare Abgrenzung des Schädeldachs von den Wangen ähnelt dem Schädelbau der Anthracosauria. Auch an den Bindegewebsknochen am hinteren Teil des Schädeldachs sind Parallelen zu den Fleischflossern Eusthenopteron und Panderichthys erkennbar.

## Systematik
Crassigyrinus ist das einzige Mitglied der Familie Crassigyrinidae, die ein isolierter Seitenzweig der frühen Landwirbeltiere ist. Die anatomischen Merkmale von Crassigyrinus sind eine Mosaikform aus Merkmalen früher Landwirbeltiere und einzigartigen Autapomorphien der Crassiygyrinidae. So wird er heute meist als ursprüngliches Landwirbeltier gesehen, das seine Position direkt hinter den ersten devonischen Tetrapoden wie Acanthostega, Ichthyostega, Hynerpeton und Tulerpeton hat.